# Număr de coordinare

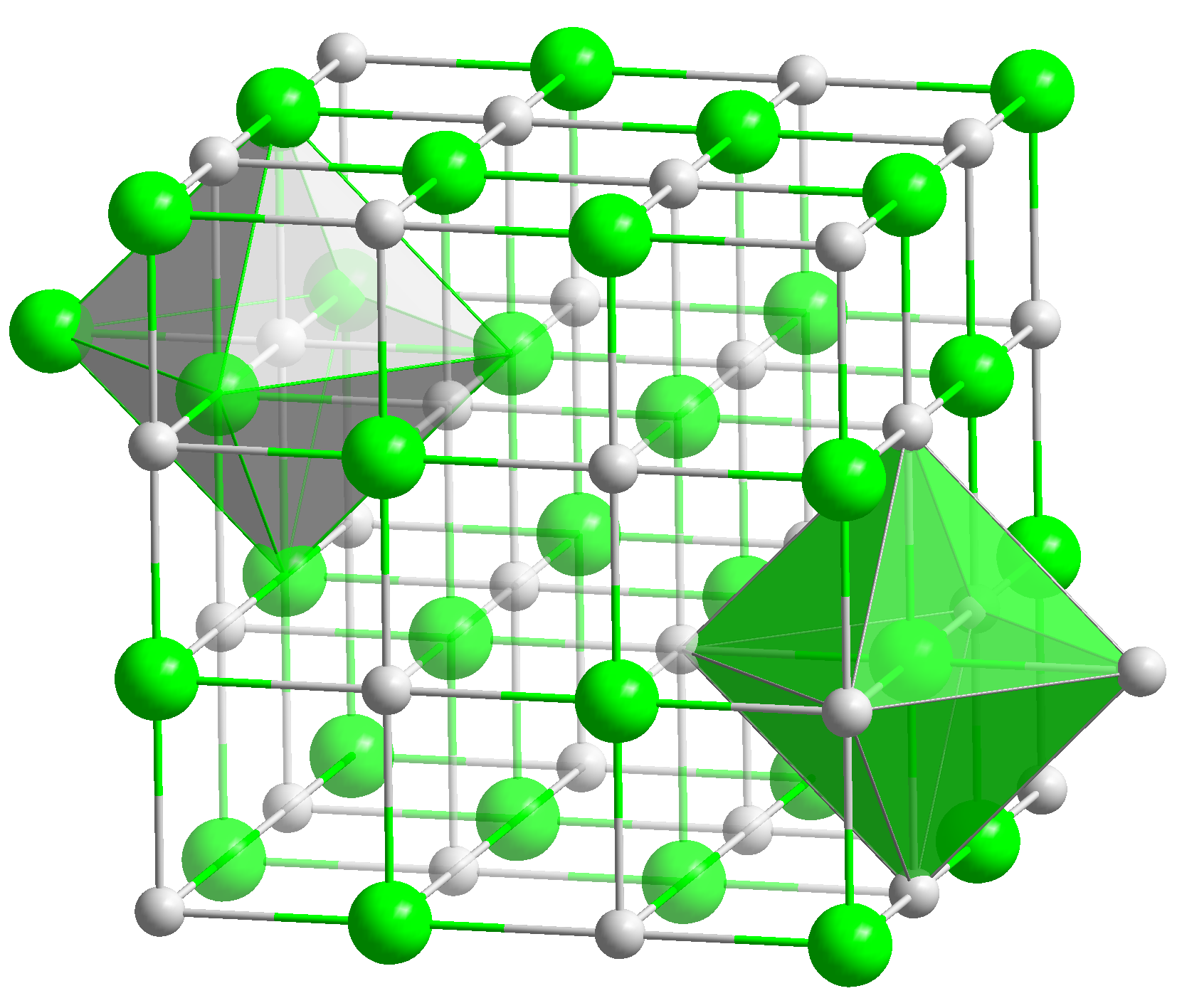
Structura celulei elementare a cristalului clorurii de sodiu: se observă numărul de coodinare 6 pentru sodiu și clor

În chimie și cristalografie, numărul de coordinare (cu acronimul NC) al unui atom central dintr-o moleculă sau dintr-un cristal reprezintă numărul de atomi care realizează legături directe cu acesta.
Pentru molecule și ioni poliatomici, numărul de coordinare al unui atom se determină prin simpla numărare a tuturor atomilor de care acesta se leagă (fie prin legături simple, fie multiple). De exemplu, [Cr(NH3)2Cl2Br2]− are cationul Cr3+ ca și ion central, având numărul de coordinare 6.

## Molecule
Deși atomul de carbon realizează patru legături chimice în majoritatea moleculelor, numerele de coordinare pentru carbon în următorii compuși sunt: 4 în metan (CH4), 3 în etenă (H2C=CH2, fiecare C este legat de 2H + 1C = 3 atomi), și 2 în acetilenă (HC≡CH). Se pot număra doar legăturile de tip sigma de care se leagă atomul de carbon, dar nu și legăturile pi.

## Ioni poliatomici, complecși
Se definește hapticitatea pentru liganzii cu electroni π (în acest caz ioni poliatomici), precum ionii ciclopentadienil [C5H5]− și ciclooctatetraenil [C8H8]2− și alchenele, ca fiind numărul de atomi din sistemul electronic care se leagă de atomul central. În molecula de ferocen, hapticitatea η a fiecărui anion ciclopentadienil este 5, de aceea formula va fi Fe(η5-C5H5)2.